# Kamarcheh-ye Şamad Khān
Kamarcheh-ye Şamad Khān (persiska: کمرچه صمد خان) är en ort i Iran.   Den ligger i provinsen Khorasan, i den nordöstra delen av landet, 900 km öster om huvudstaden Teheran. Kamarcheh-ye Şamad Khān ligger 789 meter över havet och antalet invånare är 139.
Terrängen runt Kamarcheh-ye Şamad Khān är kuperad åt sydväst, men åt nordost är den platt. Runt Kamarcheh-ye Şamad Khān är det ganska glesbefolkat, med 35 invånare per kvadratkilometer. Närmaste större samhälle är Şāleḩābād, 19,4 km norr om Kamarcheh-ye Şamad Khān. Omgivningarna runt Kamarcheh-ye Şamad Khān är i huvudsak ett öppet busklandskap.